# 特朗布萊站
特朗布萊站（英語：Tremblay Station）是一座位於加拿大渥太華的輕軌車站，是渥太華輕鐵1號線和建設中的3號線的途徑車站。

## 位置
本站設立於特朗布萊路（英語：Tremblay Road）以南，其東南側為維亞鐵路走廊號列車途徑車站渥太華車站。

## 歷史
本車站所在位置起初為渥太華快速公交系統車站特朗布萊站（英語：Tremblay Station），於1987年1月17日啓用，以方便接駁渥太華車站的進出站乘客。
2011年7月，渥太華市議會宣佈通過輕鐵1號線建設方案，本站原有公交車站宣佈被取消。
2019年9月14日，本站1號線站台隨1號線開通運營而啓用。

## 車站結構
本車站為地面車站，側式站台設計。站廳則位於站台上方，並直接連接渥太華車站的進出站車道以方便乘客換乘火車。

## 站内藝術
本站内包含一件藝術品：由李傑林（英語：Jyhling Lee）所設計的於車站车站的雕塑“国家花园”（英語：National Garden）。

## 車站結構
| 地面層 站廳層 | 站廳                        | 出入口、自動售票機、進出站閘機 |
| 路塹層 站台層 | 側式站台，右側開門          | 側式站台，右側開門             |
| 路塹層 站台層 | 1 1號線往特尼牧場（赫德曼） |                                |
| 路塹層 站台層 | 1 1號線往布萊爾（聖勞倫特） |                                |
| 路塹層 站台層 | 側式站台，右側開門          |                                |

## 出口
| 出口 |  | 渥太華車站 417號省道人行天橋 RCGT公園 渥太華棒球場 | N 39 451 R 1 |  |

## 外部鏈接
- 站臺網站（英文） （页面存档备份，存于）